# St. Katharinen (Osnabrück)

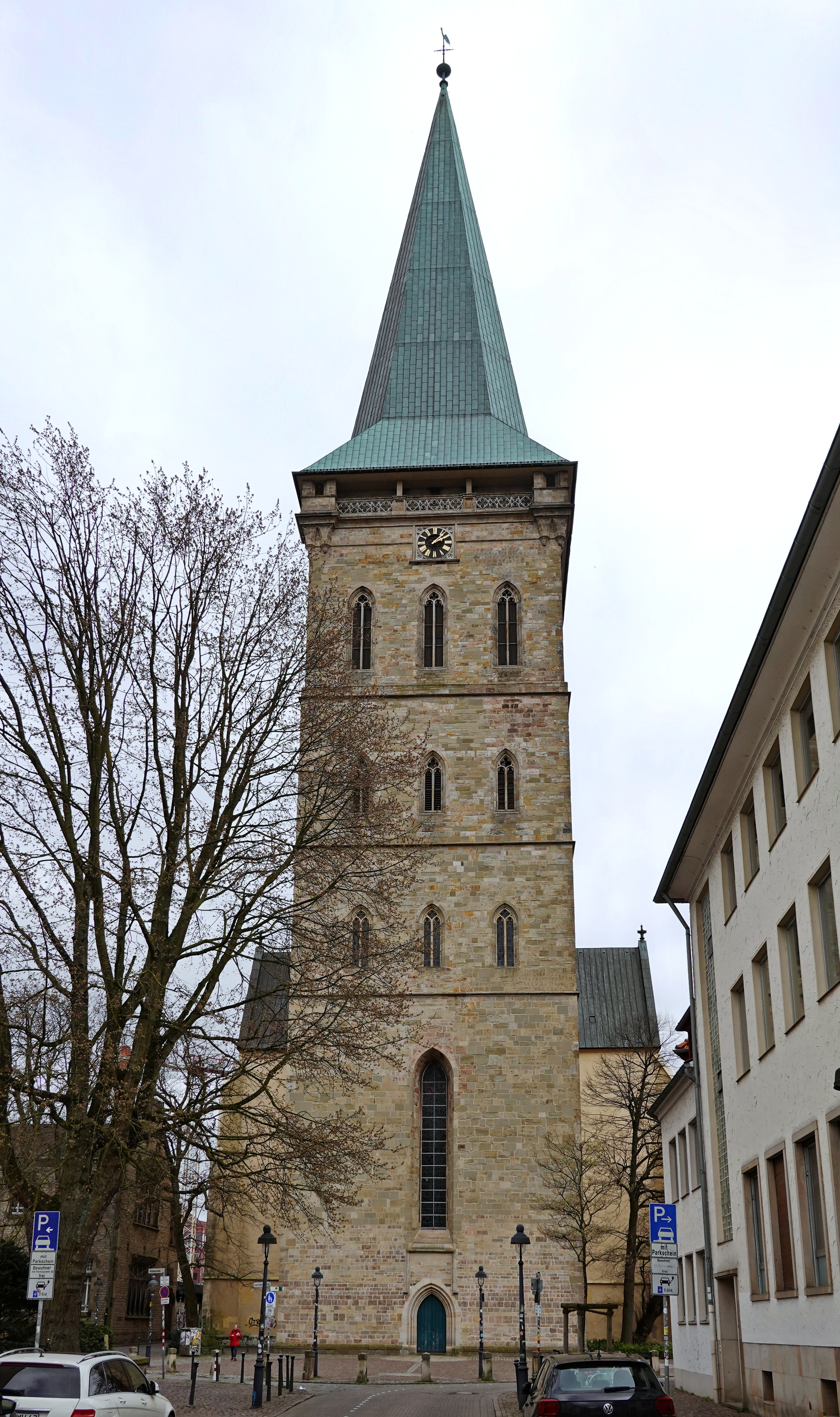
St. Katharinen von Westen

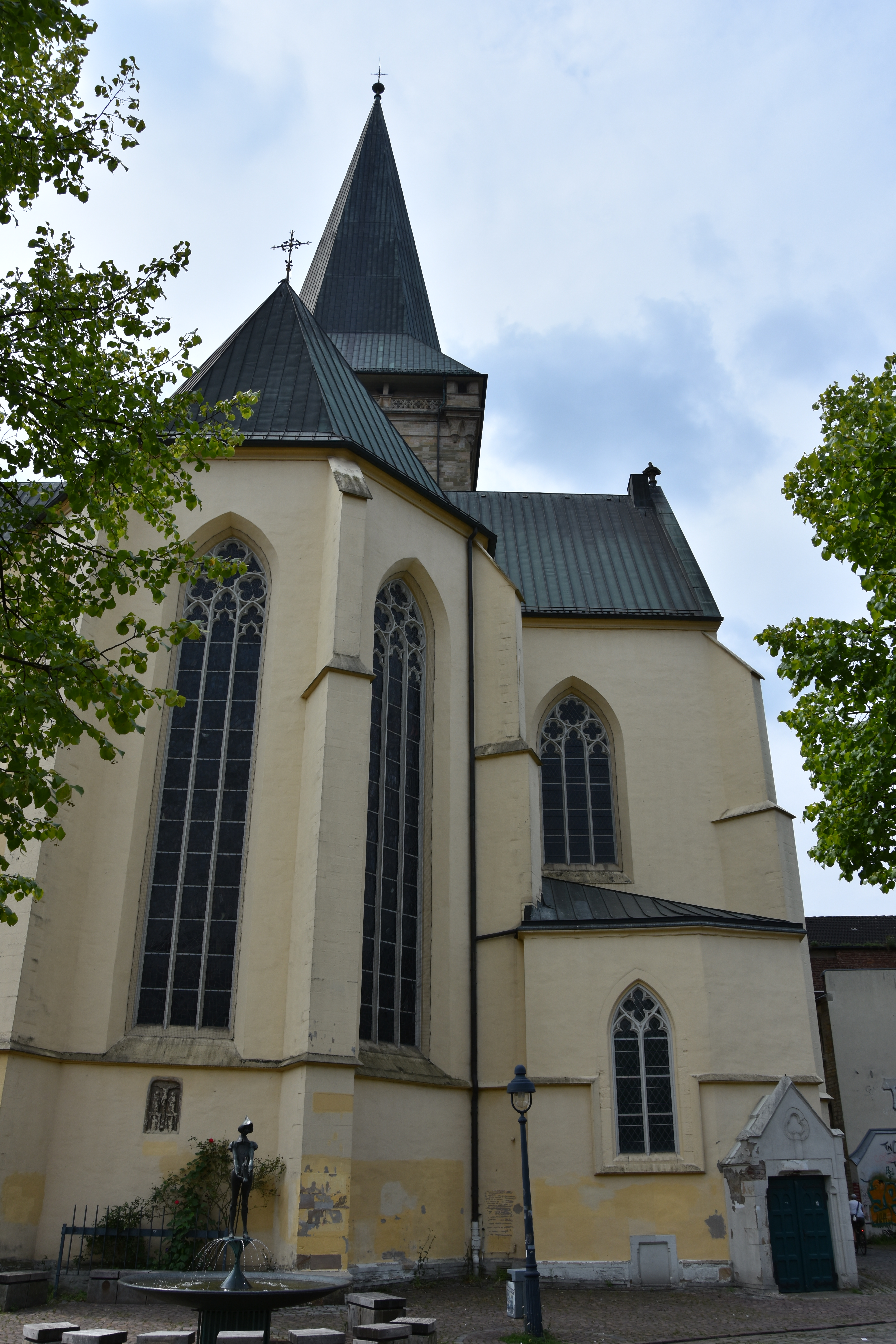
Blick auf den Chor

Die evangelisch-lutherische Kirche St. Katharinen ist eine spätgotische Hallenkirche in der Osnabrücker Altstadt. Ihr weithin sichtbarer Turm, der seit Jahrhunderten das Stadtbild prägt, ist 103 m hoch.

## Baugeschichte
In der ersten Hälfte des 13. Jahrhunderts entstand vor den Mauern der Osnabrücker Binnenburg im Bereich der Stadthöfe des Adels eine kleine Kirche, die anfangs noch zum Kirchspiel des Domes gehörte und 1248 erstmals namentlich als „St. Katharinen“ erwähnt wird. Die Wahl des Patroziniums verdankt sie vermutlich der Katharinenverehrung, die aus dem Heiligen Land zurückgekehrte Pilger in Osnabrück eingeführt hatten. Der heutige Bau wurde ab etwa 1300 mit mehreren Unterbrechungen errichtet und um 1500 weitgehend vollendet. 1543 wurde in St. Katharinen die Reformation eingeführt. Während der Friedensverhandlungen von 1643 bis 1648 bot sie der schwedischen Gesandtschaft Raum für Gottesdienste und Begegnungen. Die Nähe des seit 1669 errichteten Schlosses, das von 1673 an als Residenz der evangelischen Fürstbischöfe von Osnabrück diente, war Anlass, St. Katharinen auch als Hofkirche zu nutzen.
1868 gerät die barocke Spitze des Kirchturms bei Renovierungsarbeiten in Brand. Der Bau der neuen Kirchturmspitze zieht sich bis 1880 hin.
Gegen Ende des Zweiten Weltkrieges wurde St. Katharinen beim letzten der Luftangriffe auf Osnabrück am 25. März 1945, einem Palmsonntag, infolge der Bombardierung ein Opfer der Flammen. Die Kirche konnte 1950 wieder eingeweiht werden. 1990 musste sie für eine notwendig gewordene Grundinstandsetzung des Innenraums geschlossen werden. Nach aufwendigen Renovierungsarbeiten konnte im November 1992 das Gotteshaus wiedereröffnet werden und  zeichnet sich heute durch eine schlichte, klare Architektur aus. Zusammen mit dem Schloss, der Poggenburg, dem Ledenhof, den Klostermauern des Barfüßerklosters und den alten Pfarrhäusern bildet die Kirche ein bemerkenswertes Ensemble aus alten Zeiten. Der Innenraum ist geprägt vom Formenwillen der Gotik. Eine verhaltene moderne Ausgestaltung setzt besondere Akzente und lädt zur Einkehr und Meditation ein. Neben den Gottesdiensten finden in St. Katharinen immer wieder Kunstausstellungen und Konzerte statt. Für kirchenpädagogische Erkundungen stehen Handreichungen zur Verfügung.
Im Glockenturm hängt ein 4-stimmiges Geläut des Bochumer Vereins (g0–c1–d1–e1).

## Orgel

### Ehemalige Orgel

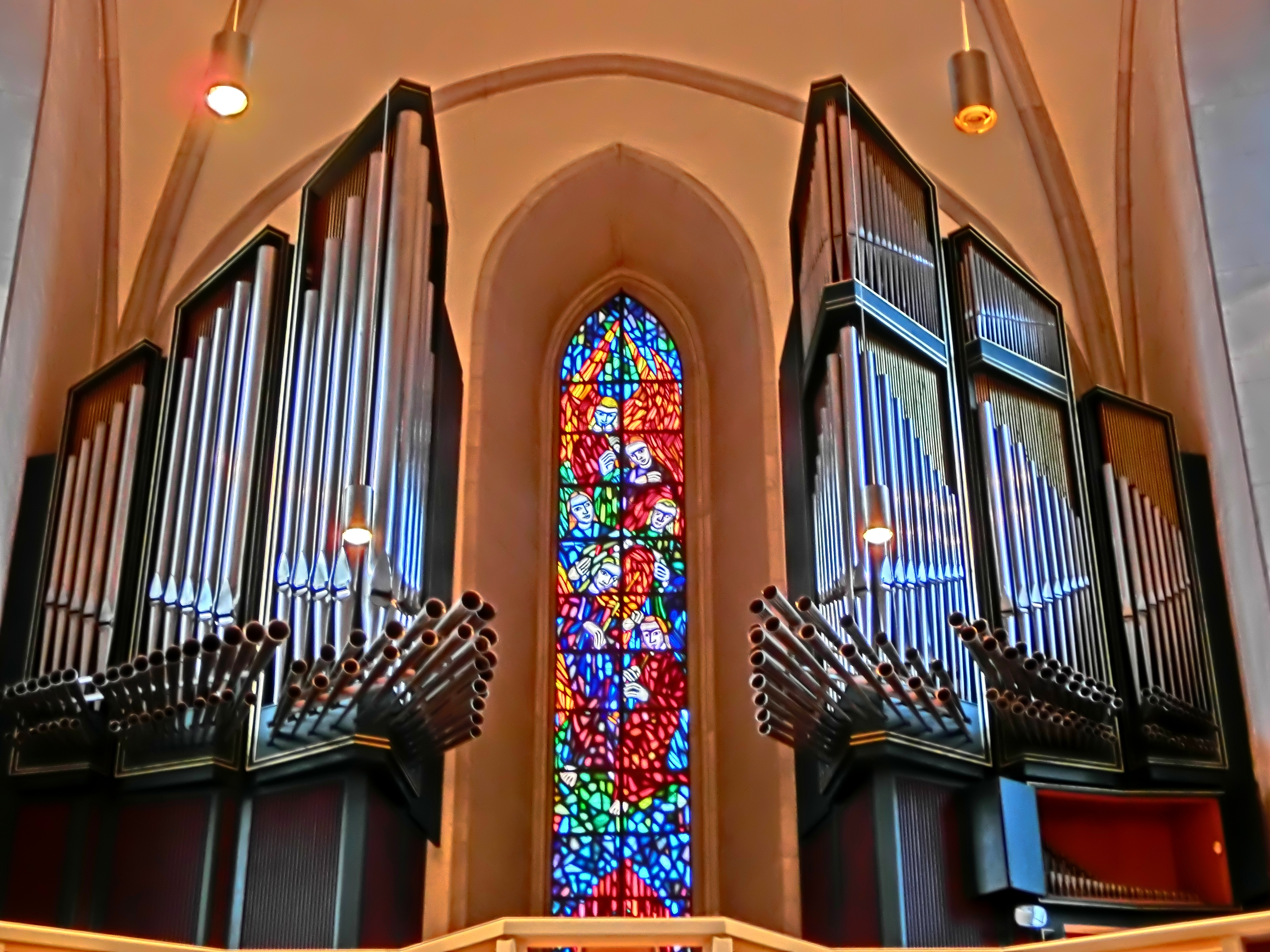
Ehemalige Ott-Orgel (2014)

Die ehemalige Orgel von St. Katharinen (1961–2022) errichtete die Werkstatt Paul Ott.
| I Oberwerk C–g3 |        |
| Rohrflöte       | 8′     |
| Dolkan          | 8′     |
| Praestant       | 4′     |
| Koppelflöte     | 4′     |
| Trichterflöte   | 4′     |
| Nasat           | 2 ⁄3′  |
| Waldflöte       | 2′     |
| Terz            | 1 3⁄5′ |
| Septime         | 1 ⁄7′  |
| Sifflöte        | 1′     |
| Mixtur IV-V     |        |
| Dulcian         | 16′    |
| Krummhorn       | 8′     |
| Tremulant       |        |

| II Hauptwerk C–g3 |       |
| Quintadena        | 16′   |
| Prinzipal         | 8′    |
| Spillflöte        | 8′    |
| Octave            | 4′    |
| Nachthorn         | 4′    |
| Prinzipalquinte   | 2 ⁄3′ |
| Superoctave       | 2′    |
| Mixtur V-VI       |       |
| Terzcymbel III    |       |
| Trompete          | 16′   |
| Trompete          | 8′    |

| III Brustwerk C–g3 |       |
| Gedackt            | 8′    |
| Blockflöte         | 4′    |
| Prinzipal          | 2′    |
| Quinte             | 1 ⁄3′ |
| Scharff III-IV     |       |
| Vox humana         | 8′    |
| Regal              | 4′    |
| Tremulant          |       |

| Pedal C–f1   |     |
| Prinzipal    | 16′ |
| Subbass      | 16′ |
| Octave       | 8′  |
| Gedackt      | 8′  |
| Superoctave  | 4′  |
| Tenorflöte   | 4′  |
| Nachthorn    | 2′  |
| Mixtur IV-VI |     |
| Posaune      | 16′ |
| Trompete     | 8′  |
| Schalmey     | 4′  |

- Koppeln: I/II, III/II, I/P, II/P

### Friedensorgel

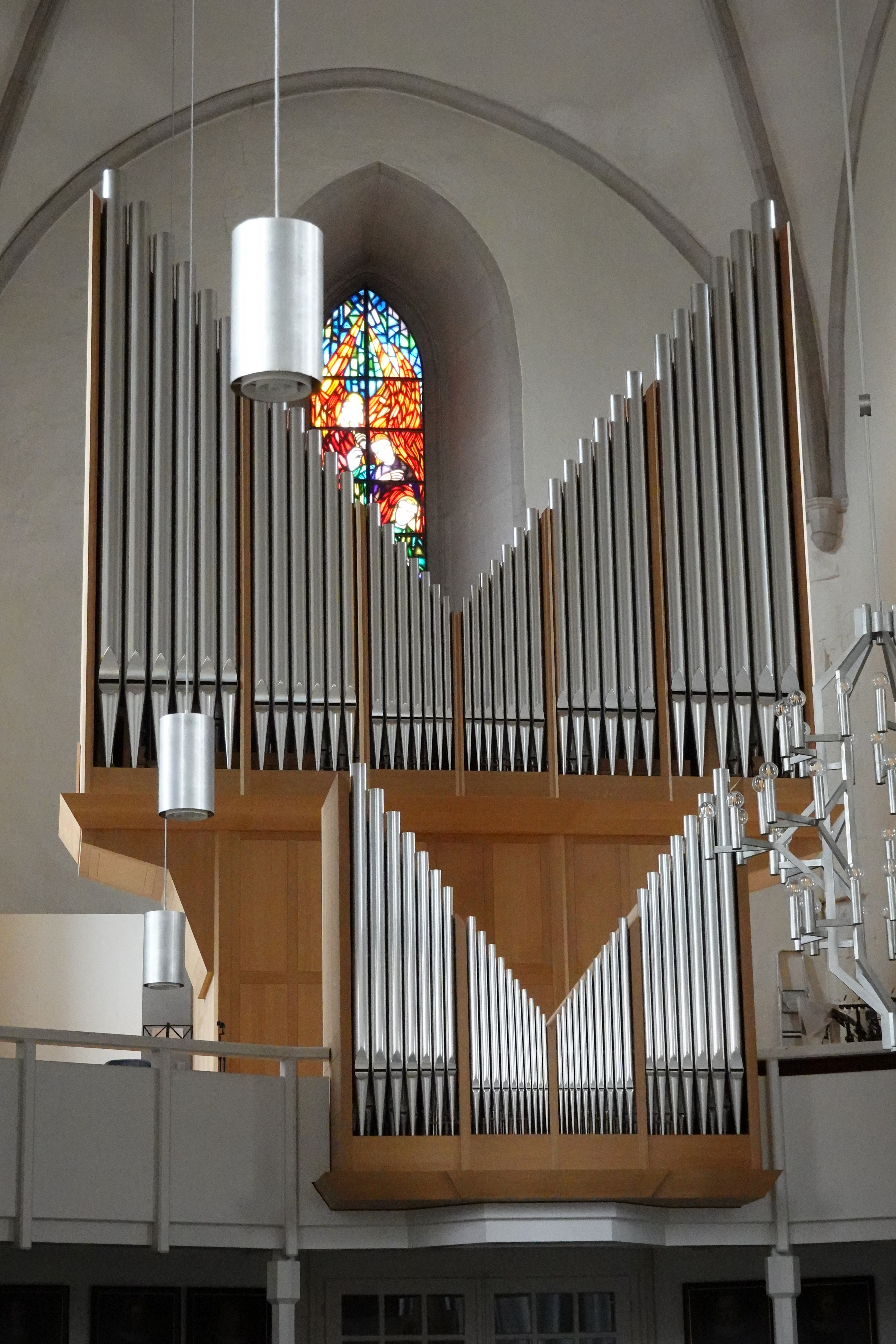
Friedensorgel (Metzler-Orgel)

Da die alte Orgel von Paul Ott nicht mehr wirtschaftlich sinnvoll zu überholen war, beschloss  der Kirchenvorstand von St. Katharinen den Bau einer neuen Orgel mit dem Namen Friedensorgel.
 Für die Friedensorgel wurde ein Förderverein gegründet, der die Planung und Finanzierung gemeinsam mit der St. Katharinenkirche umsetzte. Die alte Orgel wurde 2022 abgebaut und in eine Stadt nach Litauen verkauft.
Schirmherren des Orgelbauprojektes sind der ehemalige Bundespräsident Christian Wulff und Landesbischof Ralf Meister. Die neue Orgel wurde von der Schweizer Firma Metzler Orgelbau aus Dietikon erbaut und sollte ursprünglich 2018 fertiggestellt werden. Finanzierungsschwierigkeiten verzögerten den Baubeginn. Die Fertigstellung des ersten Bauabschnitts der Friedensorgel erfolgte im April 2023. Im Rahmen eines feierlichen Festgottesdienst in Anwesenheit des ehemaligen Bundespräsidenten Wulff wurde der erste Bauabschnitt der Orgel am 9. April 2023 (Ostersonntag) in der St.-Katharinen-Kirche eingeweiht.
Die gegenwärtige Disposition lautet wie folgt (die noch fehlenden Bauabschnitte sind in Klammern gesetzt):
| I Hauptwerk C–a3 |        |
| Principal        | 16′    |
| Octave           | 08′    |
| Viola d’Amore    | 08′    |
| Flûte harmonique | 08′    |
| Octave           | 04′    |
| Gedacktflöte     | 04′    |
| Quinte           | 2 ⁄3′  |
| Terz             | 1 3⁄5′ |
| Mixtur V         | 02′    |
| Trompete         | 16′    |
| Trompete         | 08′    |
| Trompete         | 04′    |

| II Rückpositiv C–a3 |        |
| Praestant           | 08′    |
| Salicional          | 08′    |
| Rohrflöte           | 08′    |
| Principal           | 04′    |
| Holzflöte           | 04′    |
| Nasard              | 2 ⁄3′  |
| Doublette           | 02′    |
| Terz                | 1 3⁄5′ |
| Larigot             | 1 ⁄3′  |
| Scharf IV           | 01′    |
| Dulcian             | 16′    |
| Krummhorn           | 08′    |
| Tremulant           |        |

| (III Schwellwerk) C–a3 |       |
| (Bourdun)              | 16′   |
| (Gambe)                | 08′   |
| (Voix céleste, ab c)   | 08′   |
| (Doppelflöte)          | 08′   |
| (Cor de Nuit)          | 08′   |
| (Fugara)               | 04′   |
| (Traversflöte)         | 04′   |
| (Octavin)              | 02′   |
| (Echocornett II–III)   | 2 ⁄3′ |
| (Basson)               | 16′   |
| (Trompette)            | 08′   |
| (Oboe)                 | 08′   |
| (Voix humaine)         | 08′   |
| (Tremulant)            |       |

| (IV Winddynamisches Werk) F–f2 |        |
| (Flöte)                        | 8′     |
| (Principal)                    | 4′     |
| (Ouintade)                     | 2 ⁄3′  |
| (Terzade)                      | 1 3⁄5′ |
| (Windharfe)                    | 4′     |

| (Hochdruckwerk C–f1 (frei zuschaltbar an alle Werke)) |    |
| (Tuba)                                                | 8′ |

| Pedal C–f1        |       |
| (Untersatz)       | 32′   |
| Principal         | 16′   |
| Subbass (v 1.)    | 16′   |
| (Zartbass (t SW)) | 08′   |
| Octavbass (v 2.)  | 08′   |
| (Cello (t SW))    | 08′   |
| (Bourdon (t SW))  | 08′   |
| Rauschpfeife      | 2 ⁄3′ |
| Posaune           | 16′   |
| Trompete          | 08′   |

- Koppeln (mechanisch): II/I, III/I, III/II, I/P, II/P
- Koppeln (elektrisch): III/I, III/III 16′ (durchkoppelnd), III/III 4′ (durchkoppelnd)
- Sonstiges: Registerfessel, Midi

## Glocken
Die Katharinenkirche verfügt über das zweitgrößte Geläut der Stadt Osnabrück. Gegossen wurden die Glocken 1955 vom Gussstahlwerk Bochumer Verein und ertönten das erste Mal am 11. Dezember 1955.
Glocke 1, Ton: g°
Glocke 2, Ton: c′
Glocke 3, Ton: d′
Glocke 4, Ton: e′
Uhrglocken: Glocke 2/5, Ton: fis″ und Glocke 3,/6, Ton: b″ von Petit & Edelbrock.

## Patrozinium
Die Kirche trägt den Namen der heiligen Katharina. Der Legende nach wandte sich die gelehrte Fürstentochter aus Alexandrien zu Beginn des 4. Jahrhunderts dem Christentum zu. Katharina bekehrte fünfzig der berühmtesten Gelehrten des römischen Kaisers zum christlichen Glauben und warf dem Kaiser Maximus vor: „Deine Götter sind leerer Wahn“. Darauf ließ er sie durch das Schwert töten.

## Kirchengemeinde

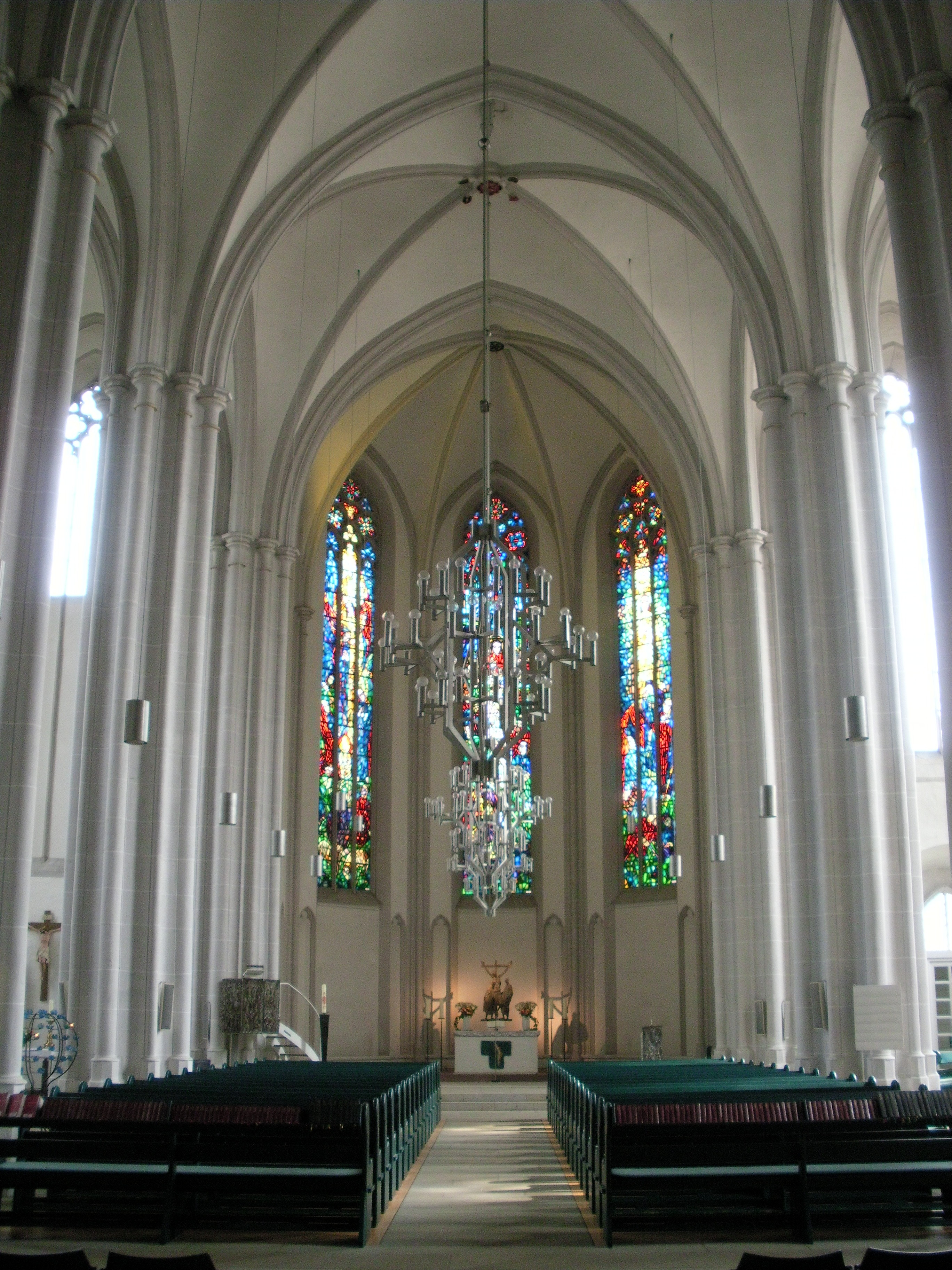
Blick auf den Altarraum

Zur Kirchengemeinde zählen etwa 7.000 Mitglieder. Sie ist in zwei Pfarrbezirke mit je einer Pfarrstelle eingeteilt. Die Pfarrstellen sind derzeit auf vier Pastoren mit unterschiedlichen Stellenanteilen verteilt. Ebenso ist eine hauptamtliche Diakonin/Sozialarbeiterin, ein Küster, ein Kantor und mehrere Ehrenamtliche tätig. Eine Tochterkirche von St. Katharinen war bis 1927 die Lutherkirche in der Neustadt, die von 1907 bis 1909 erbaut wurde und mit Malereien im Jugendstil geschmückt ist. Diese ist nunmehr eigenständig.

### Kindertagesstätte
Die St. Katharinenkirchengemeinde betreibt in Osnabrück eine eigene Kindertagesstätte und Kinderkrippe. In vier Regelgruppen werden 25 Kinder im Alter von drei Jahren bis zur Einschulung von je zwei pädagogischen Fachkräften betreut.

### Katharinen-Garten
Neben der Kindertagesstätte bewirtschaftete die Kirchengemeinde ein Urban-Gardening-Projekt. In mehreren Hochbeeten haben Osnabrücker Bürger die Möglichkeit, ihr eigenes Obst und Gemüse anzubauen.